# Miguel Jorge
Miguel João Jorge Filho CavMM (Ponte Nova, 22 de março de 1945) é um jornalista e executivo brasileiro. Entre 2007 e 2010 foi ministro do Desenvolvimento, Indústria e Comércio Exterior no governo Lula.

## Biografia

### Vida pessoal
Miguel Jorge é filho de Maria Isabel Saporetti Jorge e de Miguel João Jorge.
Casado com Charlotte Seddig Jorge com quem tem três filhos: Daniela, Michelle e Tiago.

### Jornalismo
Em 1963 iniciou sua carreira na sucursal do Jornal do Brasil, em São Paulo. Em 1966 fez parte do grupo de profissionais que fundou o Jornal da Tarde, onde desempenhou várias funções, chegando a subsecretário de redação. Em 1977 assume a chefia de redação do O Estado de S. Paulo, cargo que ocupou até 1987, quando saiu para integrar-se à Autolatina.
Foi professor de jornalismo Informativo na Faculdade de Comunicações da Universidade Paulista (UNIP) de 1974 a 1977 e chefe do mesmo departamento de jornalismo no período de 1976 a 1977.

### Empresário
Foi vice-presidente de Assuntos Corporativos e de Recursos Humanos da Autolatina. Com a separação das empresas, em 1995, passou a vice-presidente de Assuntos Legais, Recursos Humanos e Assuntos Corporativos da Volkswagen, cargo que ocupou até janeiro de 2001, quando se transferiu para o Banco Santander, assumindo praticamente o mesmo cargo, vice-presidente de Assuntos Corporativos, à qual se incorporaram as diretorias de Recursos Humanos e de Assuntos Jurídicos.
Em 2000, Miguel Jorge foi admitido pelo presidente Fernando Henrique Cardoso à Ordem do Mérito Militar no grau de Cavaleiro especial.

### Ministério
Em 29 de março de 2007, assumiu o Ministério de Desenvolvimento, Indústria e Comércio Exterior, em substituição à Luiz Fernando Furlan. Antes dele, o presidente Luiz Inácio Lula da Silva tentou trazer outros empresários para o Desenvolvimento, como Abílio Diniz, do grupo Pão de Açúcar, Jorge Gerdau Johannpeter, do grupo Gerdau, e Maurício Botelho, da Embraer, mas não aceitaram, pois tinham contratos ativos com o Banco Nacional de Desenvolvimento Econômico e Social (BNDES), subordinado ao ministério.